# Max Klauß

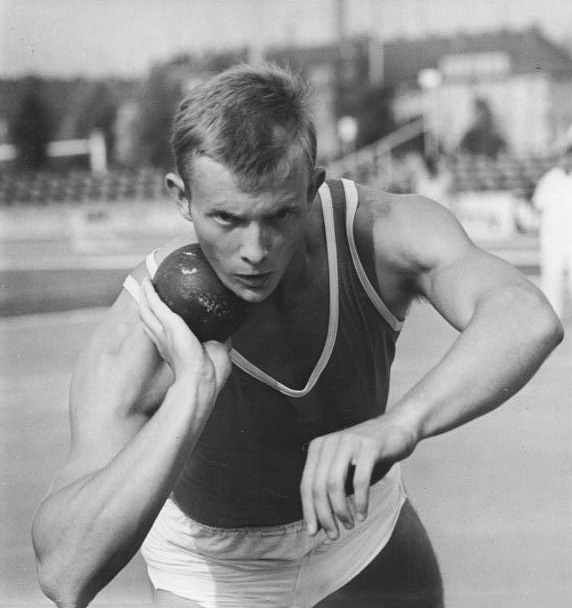
Max Klauß beim Zehnkampf 1967

Max Klauß (* 27. Juli 1947 in Siegmar-Schönau) ist ein deutscher Leichtathlet und Olympiateilnehmer, der – für die DDR startend – in den 1960er und 1970er Jahren als Weitspringer erfolgreich war. Sein größter Erfolg ist der Sieg bei den Europameisterschaften 1971, wofür er mit dem Vaterländischen Verdienstorden in Bronze ausgezeichnet wurde.

## Einsätze bei internationalen Höhepunkten im Einzelnen
- 1966, Europäische Juniorenspiele: Platz 1 (7,59 m – 7,43 - 7,52 - 7,40 – ung – 7,47)
- 1966, Europameisterschaften: Platz 4 im Zehnkampf (7446 Punkte, entspricht 7280 Punkten nach der Tabelle von 1985; 11,0 s – 7,61 m – 12,94 m – 1,91 m – 49,8 s – 16,7 s – 40,38 m – 4,35 m – 53,10 m – 4:44,6 min)
- 1969, Europameisterschaften: Platz 6 (7,71w – 7,94 - 7,96 – 8,00 m- 7,83 - 7,77w)
- 1971, Europameisterschaften: Platz 1 (7,87 - 7,71 – 7,92 m – 7,75 – ungültig – ungültig)
- 1972, Halleneuropameisterschaften: Platz 1 (7,88 - 7,85 - 7,92 - 7,81 - 6,71 – 8,02 m)
- 1972, Olympische Spiele: Platz 6 (7,51 - 7,94 – 7,96 m – 7,86 - 6,13 - 7,88)
- 1973, Halleneuropameisterschaften: Platz 2 (7,62 – ungültig – ungültig – ungültig – ungültig – 7,83 m)
- 1974, Halleneuropameisterschaften: Platz 3 (ungültig – 7,42 – 8,03 m – 7,66 - 7,68 - 7,99)
- 1974, Europameisterschaften: Platz 7. (ungültig – 7,73 m – 7,67 – ung – 7,73 – verzichtet)

Max Klauß gehörte zunächst dem SC Karl-Marx-Stadt an, später dem SC Einheit Dresden. In seiner aktiven Zeit war er 1,85 m groß und wog 85 kg.